# سهره گلی ابروصورتی
سهره گلی ابروصورتی (نام علمی: Carpodacus rodochroa) یک سهره از تیرهٔ سهرگان راستین (Fringillidae) است. نخستین بار Nicholas Aylward Vigors در سال ۱۸۳۱ این گونه را توصیف کرد. مهاجر است و در نواحی شمالی شبه قاره هند، عمدتاً در هیمالیا قرار دارد. در بوتان، تبت، هند، نپال و پاکستان یافت می‌شود. زیستگاه‌های طبیعی آن جنگل‌های شمالی، زمین‌های درختچه‌ای، مراتع و جنگل‌های خشک است.